# Solstormarna i maj 2024
Solstormarna i maj 2024 var en serie kraftfulla solstormar (koronamassutkastning) under den 25:e solfläckscykeln sedan 1755 med intensiva till extrema solutbrott som har inleddes den 10 maj 2024 och pågick under de efterföljande dagarna. Solstormarna var de kraftigaste i sitt slag på 20 år. Den geomagnetiska stormen producerade polarsken på mycket lägre breddgrader än vanligt på både norra och södra halvklotet.
Starlink är en satellitkonstellation i omloppsbana runt jorden som upplevde störningar på grund av solstormarnas intensitet.